# Léon XIII
 (septembre 2024).
Pour les articles homonymes, voir Léon, Léon XIII et Pecci.
Vincenzo Gioacchino Pecci, né le 2 mars 1810 à Carpineto Romano et mort le 20 juillet 1903 à Rome, est le 256e évêque de Rome et donc  successeur de Pierre  et pape de l'Église catholique, qu'il gouverne sous le nom de Léon XIII (nom latin : Leo XIII ; nom italien : Leone XIII) de 1878 à 1903.
Son pontificat de plus de 25 ans, l'un des plus longs de l'histoire avec ceux de son prédécesseur Pie IX et de Jean-Paul II, est le premier à n'avoir jamais eu la maîtrise des États pontificaux, supprimés en 1870.
Léon XIII a rédigé 86 encycliques. À travers ces textes, il s'attache à définir la position de l'Église face au monde moderne, notamment dans Rerum novarum (1891), qui est considéré comme le fondement de la doctrine sociale de l'Église catholique : il y décrit le droit des travailleurs à un salaire équitable, à des conditions de travail sûres et à la formation de syndicats, tout en affirmant le droit à la propriété et à la libre entreprise, s'opposant à la fois au socialisme et au capitalisme. Sa conviction est que l'activité pastorale au sein de la société est une mission vitale de l'Église en tant que véhicule de justice sociale et de maintien des droits et de la dignité de la personne humaine.
Il donne un nouvel essor au thomisme, système de pensée de Thomas d'Aquin, qu'il désigne comme le fondement politique, théologique et philosophique officiel de l'Église, et il crée la Commission léonine à cette fin. Léon XIII a également consacré onze de ses encycliques au rosaire et approuvé deux nouveaux scapulaires mariaux. 
Son tombeau se trouve dans la basilique Saint-Jean-de-Latran, cathédrale de Rome.

## Origines familiales
Vincenzo Gioacchino Raffaele Luigi Pecci est né au palais Pecci (it) à Carpineto Romano, près de Rome. À la suite des victoires militaires de Napoléon Ier, cette partie de l'Italie centrale dépendait alors des 130 départements du Premier Empire français. Il est le fils du comte Domenico Lodovico Pecci (1767–1833), ancien colonel de Napoléon Ier, et de la comtesse, née Anna Prosperi Buzi (1773–1824), qui eurent six autres enfants, dont le futur cardinal Giuseppe Pecci (1807–1890).
Les origines patriciennes de sa famille remontent avec certitude en 1531, lorsque Antonio Pecci (son ancêtre à la onzième génération agnatique) acquit dans les monts Lépins une petite terre dépendant de Carpineto Romano. Ses descendants demeurèrent dans la région durant plus de quatre siècles. Dès le XVIIIe siècle, la famille Pecci compta plusieurs membres occupant des fonctions ecclésiastiques (un curial de la Rote, un protonotaire apostolique, un commissaire de la Révérende Chambre).

## Formation et carrière de prélat
En octobre 1818, Vincenzo Gioacchino Pecci devient élève au collège des jésuites de Viterbe, avant d'entrer en 1824 au Collegium romanum des Jésuites de Rome, avec son frère qui devint ensuite jésuite, ainsi qu'à l'université alors papale de la Sapience. Il poursuit ses études à l'Académie des nobles ecclésiastiques qui prépare les futurs diplomates du Saint-Siège. Réputé studieux et travailleur, il est reçu docteur en théologie en 1831. Il est ordonné prêtre le 31 décembre 1837 par le cardinal Odescalchi.
Ses qualités universitaires le font remarquer par le cardinal Lambruschini qui le présente au pape Grégoire XVI. Il est bientôt nommé « prélat de Sa Sainteté ».

## Fonctions diplomatiques

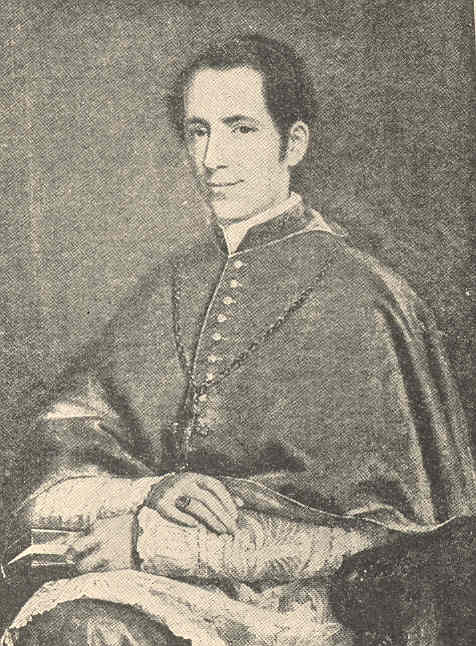
Vincenzo Gioacchino Pecci, nonce apostolique à Bruxelles.

Nommé légat pontifical à Bénévent, une enclave pontificale dans le royaume de Naples, les mesures énergiques du jeune prélat de 27 ans mettent fin au banditisme. Le pape Grégoire XVI le transfère ensuite à la légation pontificale de Pérouse. Il y organise la visite de Grégoire XVI dans ce diocèse de 20 000 habitants. Il y participe à la création d'une caisse d'épargne.
En 1843, il est nommé archevêque titulaire (ou in partibus) de Damiette (de) et reçoit l'ordination épiscopale, qui lui est conférée des mains du cardinal Lambruschini. Il est alors âgé de 32 ans.
Il est aussitôt envoyé le 28 janvier 1843 en tant que nonce apostolique en Belgique (en). Le jeune diplomate y met fin à une opposition entre l'université de Namur, tenue par les jésuites et celle de Louvain. Il entre en contact avec la famille royale belge et bénit le prince héritier Léopold, duc de Brabant et futur roi Léopold II, fils aîné du roi Léopold Ier et de la reine Louise-Marie d'Orléans, âgé de huit ans.
Il soutient l'opposition des députés catholiques contre le gouvernement de Jean-Baptiste Nothomb sur la question des jurys d'examen, opposition qui contraint le ministre à démissionner en juin 1845. Le roi Léopold Ier, soucieux de ne pas froisser la majorité catholique, soutient cette opposition et propose le nonce au cardinalat dans une lettre au pape Grégoire XVI. Durant ce séjour belge, le comte Ferdinand de Meeûs, gouverneur de la Société générale de Belgique, lui expliquera la nécessité pour l'Église de s'intéresser à la nouvelle industrie et au monde ouvrier. N'avait-il pas lui-même créé en famille la Société du Crédit de la Charité ?

## Archevêque de Pérouse
Devenu ensuite archevêque de Pérouse en 1846 (où il resta jusqu'en 1877), il est créé par Grégoire XVI cardinal in pectore, c'est-à-dire en secret. À la mort de Grégoire XVI au cours de la même année 1846, l'ouverture des archives secrètes du Vatican dévoilera son titre de cardinal. Le successeur de Grégoire XVI, Pie IX répondit à la sollicitation de Léopold Ier en indiquant qu'il y pourvoirait « en temps convenable », et lui décerna le « chapeau » au consistoire du 19 décembre 1853. Il lui maintient son titre d'archevêque bien que Pérouse ne soit qu'un évêché. Le cardinal Pecci est alors âgé de 43 ans.
Entre 1859 et 1866, le royaume de Sardaigne, avec l'aide de la France de Napoléon III puis des Chemises rouges de Garibaldi, chasse les Autrichiens et leurs alliés de la péninsule, annexe leurs États ainsi que la moitié orientale des États pontificaux. Le roi Victor-Emmanuel II de Sardaigne se fait proclamer roi d'Italie, transfère sa capitale de Turin à Florence. Pérouse passe de la suzeraineté du pape à celle du roi d'Italie. L'indépendance de ce qui reste des États pontificaux ainsi que la ville de Rome sont protégées par l'armée française. En 1870, la défaite française face à la Prusse et la chute du Second Empire libère le roi d'Italie de la présence française et lui permet d'envahir puis d'annexer les États pontificaux et d'établir sa capitale à Rome. Les États pontificaux sont rayés de la carte. Le pape Pie IX se réfugie dans son palais du Vatican, où il se considère comme un captif.
Devenu citoyen italien, le cardinal Pecci s'oppose aux exigences des représentants du gouvernement anticlérical de Victor-Emmanuel II d'Italie et condamne dans ses mandements les « erreurs modernes » dans la ligne du Syllabus de Pie IX dont il avait d'ailleurs demandé la rédaction. En septembre 1877, il est nommé cardinal camerlingue de la Sainte Église romaine.

## Le conclave de 1878

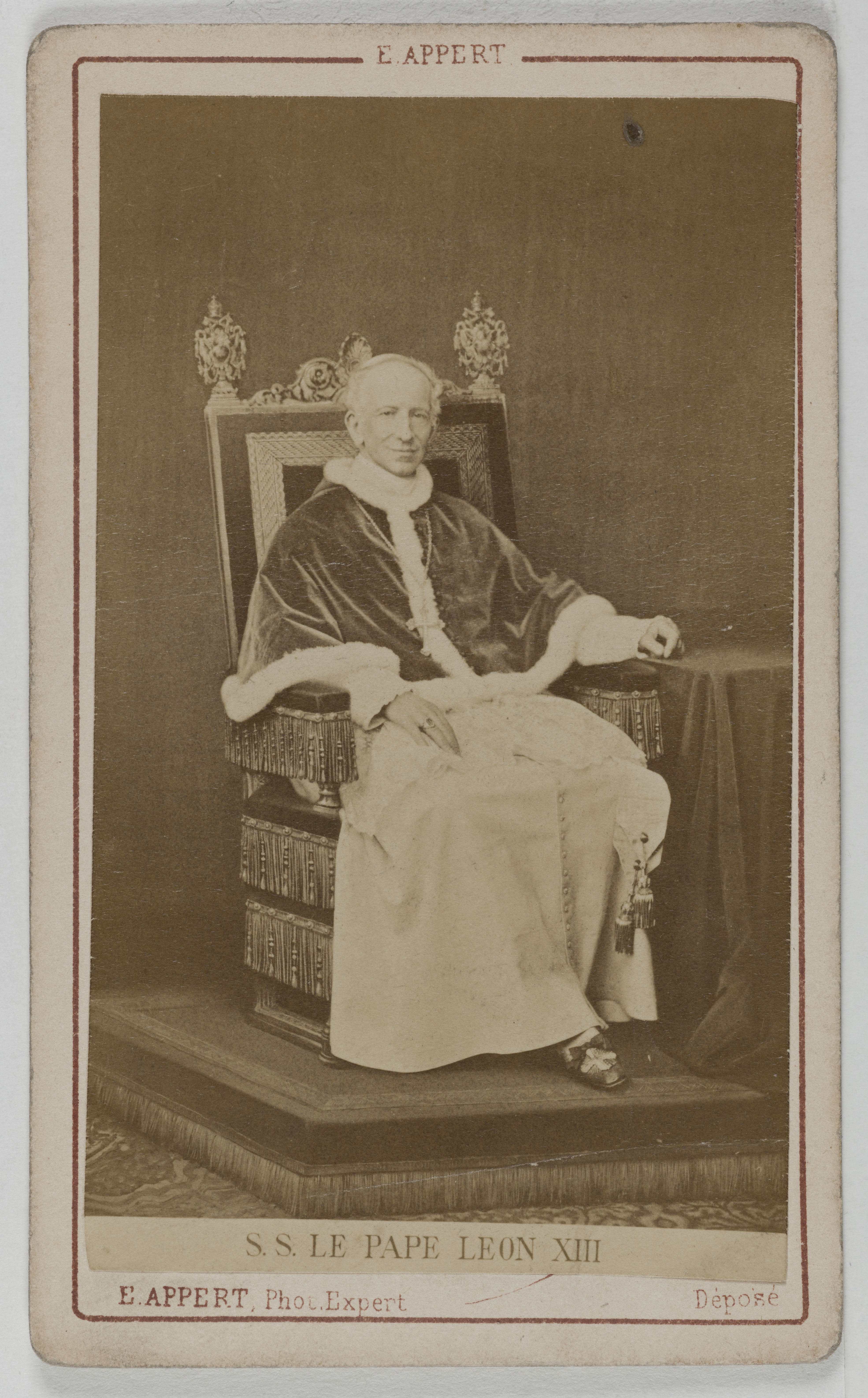
Le pape Léon XIII en 1878.

Après la mort de Pie IX, le cardinal Pecci est élu pape le 20 février 1878, à l'âge de 67 ans, au troisième tour de l'élection qui se tient dans l'enceinte du Vatican. Ce conclave de 1878, réunissant 62 cardinaux, le choisit peut-être en raison de sa santé fragile et de son âge, la majorité des cardinaux souhaitant un pape de transition après le long règne de Pie IX (1846-1878). Il a aussi la réputation d'avoir « [graduellement] mis au point une pensée personnelle » et d'avoir « un sens des réalités contemporaines ». Il prend le nom de Léon XIII en reconnaissance pour ses prédécesseurs Léon Ier le Grand († 461) et Léon XII († 1829).
Après Pie IX, d'abord assez libéral puis conservateur et dogmatique après le virage des révolutions de 1848, et par ailleurs à l'origine du concile de Vatican I (1870) qui a proclamé l'infaillibilité pontificale, l'Église catholique et les fidèles découvrent la figure intellectuelle et diplomate qu'est Léon XIII. Alors que l'on craint pour sa santé au début de son pontificat, il déjoue tout pronostic et régnera pendant vingt-cinq ans, atteignant l'âge de 93 ans, inégalé depuis des siècles, et enterrant la plupart de ses électeurs.

## Le pontificat

### Les principales encycliques

#### Rerum novarumet le catholicisme social
Sur les pas des catholiques sociaux, tels que Frédéric Ozanam, il se saisit de la question ouvrière, tout d'abord par son appui à la Conférence internationale de Berlin en mars 1890, puis dans l'encyclique Rerum novarum du 15 mai 1891. Il y fustige « la concentration, entre les mains de quelques-uns, de l'industrie et du commerce devenus le partage d'un petit nombre d'hommes opulents et de ploutocrates, qui imposent ainsi un joug presque servile à l'infinie multitude des prolétaires », mais, tandis que Friedrich Engels publie les parties 2 et 3 de l'œuvre Le Capital de Karl Marx, mort en 1883, Léon XIII condamne le marxisme comme une « peste mortelle » pour la société. Dans ce document, Léon XIII critique également le libéralisme et son régime de concurrence effrénée qui réduit les ouvriers à la misère, mais rejette le socialisme qui veut abolir la propriété privée, droit naturel, et instaurer la lutte des classes. Il recommande l'association fraternelle des travailleurs et l'intervention de l'État pour régler les rapports entre patrons et ouvriers.
En 1891, l'encyclique Rerum novarum est fondatrice du catholicisme social, évoquant les conditions de travail inhumaines de la classe ouvrière et les moyens pour les catholiques d’y remédier. Dès 1890, Léon XIII avait fait part de ses positions sociales lors d'une correspondance avec l'empereur Guillaume II préparant la Conférence internationale de Berlin.

#### Æterni Patriset la relance des études thomistes

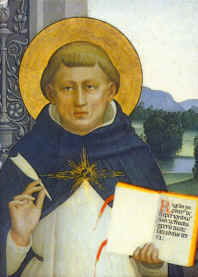
Thomas d'Aquin, aux origines du thomisme.

Plusieurs initiatives marquent la volonté de Léon XIII de promouvoir l’étude de la philosophie thomiste au sein de l’Église, appuyant ce modèle sur l’enseignement de Thomas d'Aquin.
Ce renouveau est inauguré dès 1879 par la promulgation le 4 août de l’encyclique Æterni Patris sur la philosophie chrétienne et par la fondation le 15 octobre de l’académie pontificale Saint-Thomas à Rome. Un travail de fond est entamé pour la publication des œuvres de Thomas d'Aquin, la recherche d’ouvrages inédits, la vérification et la confrontation des sources et manuscrits existants.
Confiée aux Dominicains à travers la Commission léonine, cette œuvre poursuit ses travaux jusqu'à nos jours.

#### Providentissimus Deuset les études bibliques
L'encyclique Providentissimus Deus, publiée en 1893, donne une impulsion aux études bibliques, demandant aux catholiques de pratiquer l'exégèse pour réfuter les accusations d'erreurs contenues dans la Bible. Cette encyclique réaffirme le principe de l'inerrance biblique énoncé lors du concile Vatican I, et récuse la notion d'auteur à propos des rédacteurs bibliques : la Bible, ayant Dieu pour auteur direct, ne peut contenir aucune erreur même concernant les faits scientifiques ou historiques,. Cette position sera remise en cause lors du concile Vatican II avec la constitution Dei Verbum.
Pour Christoph Theobald, le cardinal Camillo Mazzella, parlant des textes de la Bible comme « des choses et des assertions que Dieu a voulu faire écrire », a fortement influencé cette encyclique, de même que le cardinal Johann Baptist Franzelin. Dans la mesure où celle-ci, estime Theobald, considère que Dieu est « l'auteur littéraire » des Écritures et que « leur inspiration s'étend à toutes leurs parties », il conclut que cette école dite « romaine », dont font partie Mazzella ou encore Louis Billot, « prend des allures franchement fondamentalistes. » C'est à ces conceptions que se heurtèrent, quelques années plus tard, Marie-Joseph Lagrange et surtout Alfred Loisy, principaux acteurs de la crise moderniste.
Émile Poulat note cependant que Léon XIII, en 1903, peu avant de mourir, a décidé de dessaisir le Saint-Office et l'Index de la dénonciation portée contre Loisy par le cardinal français Richard, instituant une « Commission internationale pour les questions bibliques » dont Loisy considérait les membres comme « à peu près tous honnêtes. » L'abbé Loisy sera néanmoins destitué de sa chaire d’exégèse biblique à l'École française de Rome dès 1893.

#### Les encycliques sur les relations entre religion et société civile

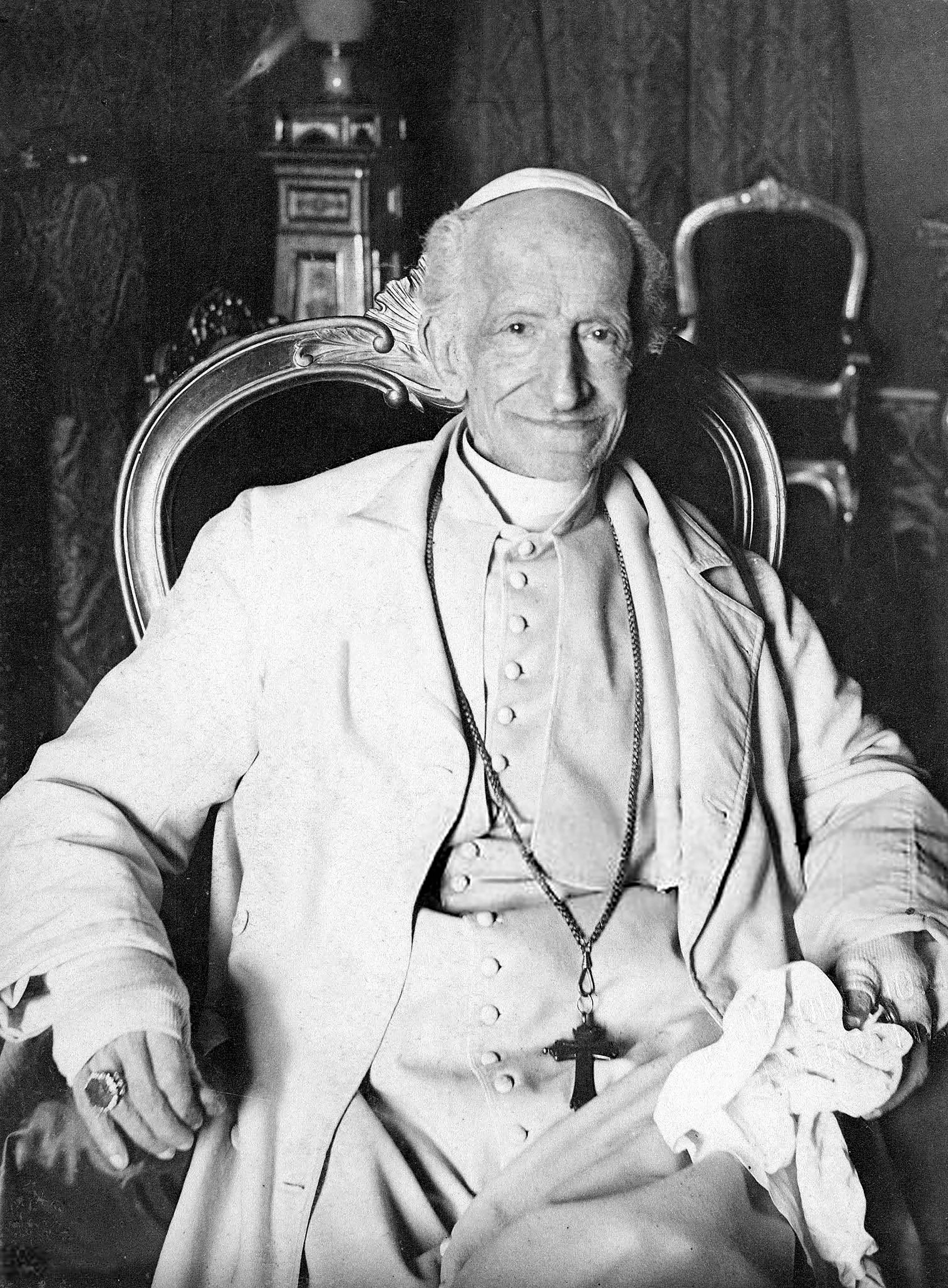
Léon XIII en 1887.

La condamnation du divorce. Dès 1880, Léon XIII publia Arcanum divinæ, une première encyclique sur le mariage, qui veut en rappeler le sens authentique et s’attacher à condamner le divorce. Le XIXe siècle assiste à une cristallisation ample et ouverte de remise en cause du mariage chrétien et de séparation de plus en plus marquée de route entre l’Église catholique et les États. En France par exemple, si la révolution promulgua une loi sur le divorce en 1792 abrogée en 1816, le sujet redevint d’actualité, le rétablissant en 1884.
Les trois encycliques « politiques ». La ligne papale sur ce thème s'exprime essentiellement au travers de ce triptyque :
- Diuturnum[23], parfois appelée Diuturnum illud, en 1881, qui traite de l'origine du pouvoir civil ;
- Immortale Dei[23], en 1885, sur les rapports entre l'Église et l'État ;
- Libertas Præstantissimum[23], en 1888, sur la liberté humaine.

Les thèmes abordés sont essentiellement l'origine divine du pouvoir, l'attitude que les dirigeants devraient suivre pour se conformer à l'enseignement de l’Église, la reconnaissance de diverses formes de gouvernement (dont la démocratie), la dénonciation de diverses écoles de pensée et philosophies (laïcisme, libéralisme, naturalisme, socialisme, communisme), les réflexions sur la séparation de l’Église et de l’État, ou encore l'implication des laïcs dans la vie civile.
Ces trois encycliques de Léon XIII constituèrent des sources du Catéchisme de l'Église catholique publié en 1992.
La condamnation de la franc-maçonnerie. En avril 1884, Léon XIII publiera aussi l'encyclique Humanum Genus contre la franc-maçonnerie, dans laquelle il énumère les nombreuses condamnations de celle-ci par ses prédécesseurs, constituant en cela un autre volet du manifeste catholique du contre-modernisme. Cette condamnation restera constante par la suite, notamment par la note publiée en 1983 par la Congrégation pour la Doctrine de la Foi.
La condamnation de l'esclavage et de la traite humaine. Enfin, en 1899, il rappelle dans l'encyclique In Plurimis l'opposition du christianisme à l'esclavage et la traite humaine, en opposition avec la dignité de tout baptisé, notamment au Brésil, mais aussi au Soudan et à Zanzibar. En gratitude pour l'engagement de la princesse héritière et régente du Brésil Isabelle contre l'esclavage, Léon XIII avait déjà remis à celle-ci en 1888 la distinction papale de la « rose d'or ».

#### Autres encycliques
Alors que le dogme de l'Immaculée Conception a été promulgué par son prédécesseur Pie IX en 1854, Léon XIII publie pendant son pontificat onze encycliques sur le rosaire et une douzième sur la Vierge Marie, s'insérant dans la longue liste des papes ayant promu la pratique de cette prière.  Il est également connu pour sa prière à Saint-Michel, Archange.
Il est question du culte du Sacré-Cœur dans une des dernières encycliques de Léon XIII, Annum Sacrum, publiée le 25 mai 1899, portant sur la consécration du genre humain au Sacré-Cœur.

### Le gouvernement de l'Église et du Saint-Siège

#### La question romaine
À la suite de l'occupation des anciens États pontificaux et de Rome elle-même par les troupes italiennes en 1870, et tout comme son prédécesseur Pie IX, Léon XIII s'affirme prisonnier du Vatican, revendiquant ainsi ses droits à la souveraineté temporelle sur les États pontificaux toujours considérés comme usurpée par Victor-Emmanuel II d'Italie décédé quelques semaines avant son élection et auquel a succédé son fils Humbert Ier d'Italie.
Le 20 septembre 1900, Léon XIII dissout officiellement les États pontificaux, mettant ainsi la papauté en accord avec la réalité politique.
En remerciement de l'engagement pris entre 1860 et 1870 par les zouaves pontificaux, des volontaires catholiques du monde entier qui avaient défendu par les armes le pouvoir temporel du pape, Léon XIII encouragea la nouvelle Association des chevaliers pontificaux.

#### La création de cardinaux
Au cours de son pontificat, Léon XIII a créé 147 cardinaux au cours de 27 consistoires. Si la plupart étaient d'origine italienne, il créa une vingtaine de cardinaux français, dont les plus connus furent le cardinal Pie et le cardinal Lavigerie.
C'est également lui qui créa cardinal Joseph Sarto, qui lui succédera sous le nom de Pie X. Parmi les autres cardinaux, l'anglais John Henry Newman, le frère du pape Léon XIII, Giuseppe Pecci, l'américain James Gibbons, auteur d'ouvrages et très actif dans la cause ouvrière, le français Benoît Langénieux (1824-1905), évêque de Tarbes puis archevêque de Reims, Elzéar-Alexandre Taschereau (1820-1898), premier cardinal canadien.
Enfin, Carlo Christofori est le dernier prélat catholique qui n'était pas prêtre au moment de sa création comme cardinal en 1885.

#### L'ouverture des archives du Vatican

Sceau des Archives apostoliques du Vatican, avec des emblèmes de la papauté : les clés de saint Pierre et la tiare pontificale.

Alors que la fin du siècle est marquée par un climat anticlérical et globalement hostile au catholicisme, Léon XIII lance dès le début de son pontificat un ambitieux programme d'approfondissement de la recherche historique concernant la papauté et l'Église. Les Archives privées apostoliques du Vatican, devenues en 2019 Archives apostoliques du Vatican sont les archives centrales du Saint-Siège, regroupant tous les actes et documents concernant le gouvernement et l'activité pastorale du pape et des organismes du Saint-Siège, dont la Curie romaine. Elles sont parfois qualifiées à tort de « secrètes » dans la mesure où cet adjectif est à comprendre dans le sens qu’on lui donnait autrefois, c’est-à-dire « privé » ou « réservé au souverain ». En 1881, Léon XIII décide de commencer à les ouvrir à la libre consultation des chercheurs et universitaires. Le cardinal bavarois Joseph Hergenröther en est nommé premier préfet.
Dans cet élan, le pape Léon XIII instaure également :
- une Commission cardinalice pour l’étude des sciences historiques (transformée en 1954 par Pie XII en Comité pontifical des sciences historiques),
- l'École vaticane de paléographie, diplomatique et archivistique, le 1er mai 1884, destinée à former des spécialistes en paléographie et en histoire comparée, une sorte d'école des Chartes, et dont la direction est confiée en premier lieu à Isidoro Carini.

Les papes suivants poursuivront et étendront l'accès aux Archives.

#### La révision de l'index
Instauré à l'issue du concile de Trente (1545-1563), l'Index librorum prohibitorum est une liste d'ouvrages jugés immoraux ou contraires à la foi catholique que les fidèles n'étaient pas autorisés à lire. Si Pie IX en restreignit déjà la portée, Léon XIII en a entrepris une révision importante avec l’Index leonianus, formalisé par la constitution apostolique Officiorum ac Munerum (en) du 25 janvier 1897, restructurant, adoucissant et simplifiant l'Index, tant sur la méthode et les procédures que sur la liste elle-même.

#### L'avortement
L'Église cherche à conjurer la montée du matérialisme et du « paganisme médical ». Le Saint-Office édicte une série de dix sentences, échelonnées de 1884 à 1901, sur les actes chirurgicaux à caractère abortif considérés comme illicites au regard de l'Évangile, quel que soit le motif et l'âge gestationnel. Le concept d'animation du fœtus (date de la formation de l'âme) perd de sa force, remplacé plus tard par le concept de « vie innocente » dès sa conception (Humanæ vitæ 1968).
Sous l'impulsion de Léon XIII, la première association française de médecins catholiques est fondée en 1884 sous le nom de Société Saint-Luc, surtout implantée dans le Grand Ouest français, et qui représente en 1910 près de 6 % du corps médical. Cette société lutte contre le rationalisme et l'athéisme, et intervient sur les questions liées à la procréation, notamment en s'opposant à l'avortement thérapeutique.

### Initiatives apostoliques

#### Saints et docteurs de l'Église
Au cours de son pontificat, Léon XIII a présidé quatre cérémonies de canonisation, proclamant un total de 27 saints donnés comme modèles et intercesseurs aux croyants. Si la plupart sont d'origine italienne, trois Français parviennent aux « honneurs des autels » selon l'expression consacrée : Benoît-Joseph Labre, Pierre Fourier et Jean-Baptiste de La Salle, fondateur de l'ordre des Frères des écoles chrétiennes, consacré à l'enseignement et à la pédagogie.
Parmi les 35 docteurs de l'Église reconnus par l'Église catholique, plusieurs le devinrent à partir des années 1830 (la dernière désignation remontant à 1754), essentiellement des Français (Pierre Damien, Bernard de Clairvaux, Hilaire de Poitiers, Alphonse de Liguori et François de Sales), et dans cette dynamique, quatre le furent sous le pontificat de Léon XIII, tous Pères de l'Église :
Cyrille de Jérusalem et Cyrille d'Alexandrie en 1882, Jean Damascène en 1890 et Bède le Vénérable en 1899.
Le titre de saint patron a été attribué trois fois par Léon XIII.
- Le 4 août 1880, en application de la politique de relance des études thomistes, Thomas d'Aquin comme patron des Universités, des Académies et des Écoles catholiques[13].
- En 1886, Jean de Dieu comme patron des malades et hôpitaux, patronage qui sera étendu en 1930 aux personnels infirmiers.
- En 1897, l'Espagnol Pascal Baylon[34], frère mineur du XVIe siècle, comme patron des congrès et des associations eucharistiques[35].

#### L'approche unioniste avec les autres Églises chrétiennes
Face à une mosaïque d’Églises, l'action de Léon XIII envers l'Orient se développe dans une approche dite « unioniste », au sens d’un appel à l’union à Rome des églises orientales,.
Sa vision de la Terre sainte s’inscrit dans plusieurs dimensions : spirituelle, diplomatique et apostolique. Le Patriarcat latin de Jérusalem a été restauré en 1847, et un protectorat de la France à l’égard des chrétiens d'Orient s'est mis en place (à la suite de la guerre de Crimée).
Une première étape fut franchie avec l’encyclique Sancta Dei civitas du 3 décembre 1880 recommandant notamment aux catholiques de soutenir financièrement l’Œuvre d'Orient, fondée à Paris en 1856 et approuvée par Pie IX en 1858, et dont la mission est de venir en aide spirituellement et matériellement aux chrétiens d’Orient. Après l'accueil du Congrès eucharistique international à Jérusalem en 1893, où il se fit représenter par son légat le cardinal Benoît Langénieux, Léon XIII publia deux autres lettres apostoliques : Praeclara gratulationis du 20 juin 1894, qui reconnaissait la valeur des rites des Églises d’Orient puis Orientalium dignitas Ecclesiarum du 30 novembre 1894. Enfin, six conférences patriarcales se tinrent à Rome du 24 octobre au 28 novembre 1894, présidées par le pape en personne.
Par ailleurs, Léon XIII considère que le contexte politico-religieux marqué par le déclin de l'Empire ottoman et la formation de nouveaux États dans l’Europe danubienne et balkanique paraît favorable à des initiatives en direction des populations orthodoxes dont l’émancipation nationale s’accompagne en général de la revendication de l’autonomie ecclésiastique. Plusieurs initiatives voient le jour dont la reprise de liens diplomatiques avec la Russie. Ces initiatives resteront sans réelle suite concrète dans le domaine des relations interconfessionnelles, voire encore empreintes de polémiques.
Parmi les créations cardinalices, Léon XIII choisit Antoine-Pierre IX Hassoun, patriarche de l'église catholique arménienne, lors du consistoire de 1880.
En 1895, il répartit la petite communauté des coptes catholiques (environ 5 000 membres) dans les trois diocèses de l'Église copte catholique, administrés par le patriarche d'Alexandrie résidant au Caire.
Il réorganise les grands ordres, en particulier l'ordre de Saint-Benoît en fondant la confédération bénédictine en 1893 par le bref Summum semper. Le 24 janvier 1891, il approuve définitivement les Constitutions des Filles de Marie et de Joseph.
Léon XIII authentifia la découverte des ossements retrouvés sous la cathédrale par l’archevêque de Compostelle comme étant les reliques de Jacques de Zébédée. Dans sa lettre apostolique de 1884 intitulée Deus omnipotens, il rappelle avec force détails l’origine de Compostelle, reposant sur « une tradition orale constante, répandue partout, qui remonte jusqu'aux temps apostoliques et confirmée d'ailleurs par des Lettres publiques de Nos Prédécesseurs », évoquant à plusieurs reprises la présence à Compostelle du tombeau de l’apôtre sans la mettre en doute. C'est alors la reprise des Chemins de Compostelle.

### La diplomatie

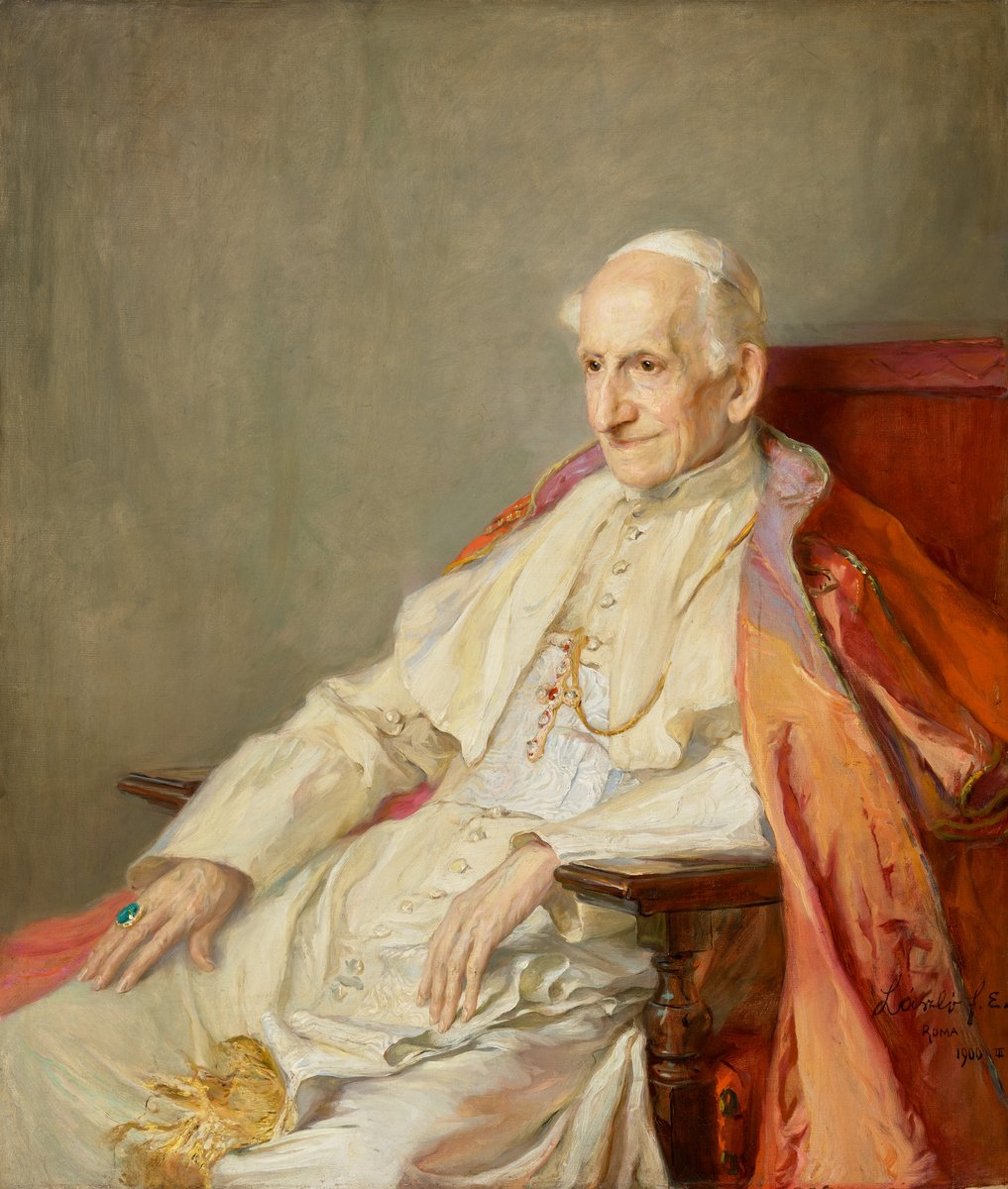
Portrait de Léon XIII par Philip de László (1900).

Le souverain pontife doit compter avec l'anticléricalisme français qui expulse les congrégations, le Kulturkampf prussien qui tente de mettre sous tutelle de l'État les catholiques allemands, la méfiance de l'Italie mais aussi par exemple l'instabilité politique chronique de l'Espagne. Dans tous ces pays de longue tradition chrétienne en voie de laïcisation, le pouvoir du clergé est combattu, tandis que des théories révolutionnaires prônant la violence telles que le nihilisme russe ou l'anarchisme, se développent. L'autorité est aussi largement agressée : le tsar de Russie Alexandre II est assassiné en 1881, l'impératrice d'Autriche en 1898, le roi d'Italie en 1900.

#### Relations du Saint-Siège avec la France
Devant les appels au renversement des institutions par certains catholiques français, Léon XIII rappelle la doctrine traditionnelle de la soumission des sujets à tous les gouvernements, quelle que soit leur forme (Toast d'Alger, encyclique Au milieu des sollicitudes et lettre Notre Consolation). Il demande une réconciliation des différents courants politiques et l'union de « tous les gens honnêtes » pour contrer le parti anticlérical au pouvoir et parvenir à la mise en sourdine, sinon à la suppression, des lois antireligieuses, comme en Allemagne.
L'opposition d'une partie notable de catholiques aux directives de Léon XIII, à la suite de quelques figures influentes — souvent laïques — de l'Église de France, semble davantage idéologique que politique, plus gallicane que favorable au principe monarchiste. L'opposition à ce qui sera désormais nommé le Ralliement, a d'ailleurs pour origine, dès la fin de l'année 1892, les écrits d'Émile Dillon, un ami d'Alfred Loisy (dans un article anonyme de la Contemporary Review d'octobre 1892), relayé sinon plagié par un protestant allemand Friedrich Heinrich Geffcken (dans Léon XIII devant l'Allemagne) et un ancien ministre piémontais Ruggiero Bonghi. Ces trois auteurs semblent s'être inspirés de La société de Rome écrit anticlérical d'Henri Durand-Morimbau dit Henri des Houx sous le pseudonyme de Comte Paul Vasili. Le jésuite Salvatore Brandi s'employa non sans succès, au début de l'année 1893, à réfuter Émile Dillon et Friedrich Heinrich Geffcken dans une série d'articles de la Civiltà Cattolica, reprise en France dans l'Univers et la Revue des deux mondes (puis rassemblés en brochure La politique de Léon XIII).
L'opposition aux directives du pape, sans être majoritaire dans une Église de France profondément marquée par l'école ultramontaine (Louis-Édouard Pie, Louis-Gaston de Ségur, Louis Veuillot, entre autres), influença néanmoins un certain nombre de catholiques ; ainsi, « les dames dévotes de Bretagne et d'Anjou priaient pour la conversion du pape » ; certains vont même jusqu'à soutenir qu'au véritable Léon XIII on a substitué un sosie ; Les Caves du Vatican contiennent une allusion à cette fable qu'on a répétée avec Paul VI. La comtesse de Pange raconte que son père, le duc de Broglie, a coutume d'inviter à déjeuner une ou deux fois par an les curés du voisinage ; l'un d'eux, un peu échauffé par le vin de champagne dont il n'a pas l'habitude, n'hésite pas à lancer au dessert un : « Et quand je pense à ce monstre de pape ! », qu'il refuse de retirer.
Prérogative du Saint-Siège, Léon XIII éleva 22 églises comme basiliques mineures en France, ce qui leur donna un titre honorifique et une dignité particulière au sein des églises et des cathédrales.

#### Relations du Saint-Siège avec l'Empire allemand

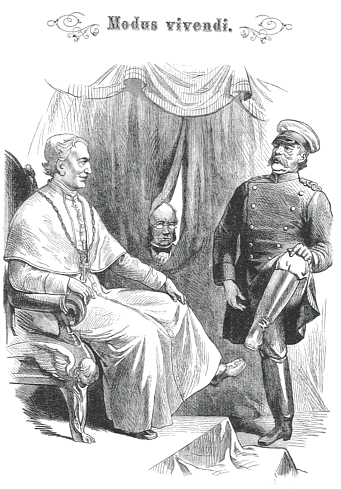
Léon XIII et Bismarck.

Les relations avec le nouvel Empire allemand (proclamé à Versailles le 18 janvier 1871) sont rompues depuis l'arrivée au pouvoir du chancelier Bismarck. Toute la diplomatie de Léon XIII sera tournée vers l'apaisement progressif du Kulturkampf. Entre 1871 et 1887, le prince de Bismarck veut renforcer autoritairement et unilatéralement la « solidarité » des composantes de l'Empire et ce, au détriment de l'Église (notamment en rabaissant le parti catholique du Zentrum dont l'un des fondateurs est l'évêque de Mayence Wilhelm Emmanuel von Ketteler). Ainsi, toute critique de l'Empire (cela inclut non seulement la Prusse, mais aussi la Rhénanie prussienne à majorité catholique) est punie de prison. Il veut en fait mater l'esprit d'autonomie des Lorrains récemment annexés (et qui ont élu député le très francophile évêque de Metz Paul Dupont des Loges) et des Polonais de Prusse, de Posnanie et de Silésie, populations catholiques qui trouvent en l'Église un refuge pour leurs activités patriotiques, et en même temps affaiblir l'identité catholique des pays rhénans, pas assez « prussiens » aux yeux du chancelier.
Ce sont les mêmes procédés qu'ailleurs, mais menés tambour battant : mariage civil obligatoire, dissolution de toutes les congrégations, contrôle sur la nomination et la formation du clergé, lois scolaires, etc. Nonobstant, le « chancelier de fer » doit reculer et en 1882, Léon XIII réussit à rétablir les relations diplomatiques avec la Prusse. Le pape a soutenu, avec un certain succès, les évêques dans leur appui aux actions sociales et à la formation d'associations de laïcs d'entraide de travailleurs. Les évêques soutiennent aussi le parti Zentrum dont Bismarck a besoin des voix. Ainsi en 1887, les congrégations peuvent progressivement revenir et les lois les plus répressives de la précédente période du Kulturkampf ne sont plus appliquées. Cependant à l'extérieur, à partir du renouvellement de la Triplice en février 1887, puis avec l'abandon du traité de réassurance avec la Russie en 1890, le pape s'inquiète du caractère offensif du dernier système bismarckien dirigé contre la France.

#### Relations du Saint-Siège avec l'empire d'Autriche-Hongrie
En 1889, il est confronté au drame de Mayerling. François-Joseph, l'empereur d'Autriche, devra envoyer deux télégrammes pour obtenir la dispense permettant à son fils et héritier, mort dans des conditions scandaleuses, d'être inhumé chrétiennement. Le cardinal Mariano Rampolla del Tindaro sera soupçonné par le souverain autrichien de s'être opposé à cet acte de miséricorde du pape. L'empereur s'en souviendra. Lors du Conclave de 1903, il usera de son droit d'exclusive afin d'empêcher le prélat, pourtant favori, de ceindre la tiare pontificale.
Par ailleurs, Léon XIII sera de ceux dont l'héritier de l'empire, François-Ferdinand, arrachera une approbation pour épouser Sophie Chotek en dépit du désaccord de l'empereur François-Joseph.

#### Relations du Saint-Siège avec l'Empire russe
Léon XIII a marqué une politique de détente et de rapprochement avec la Russie, notamment par la signature d'accords diplomatiques dès 1880, la reconnaissance des saints slaves Cyrille et Méthode comme docteurs de l'Eglise. Il en résultera une détente notable des relations entre l'Empire russe et le Saint-Siège.
Cette action diplomatique n'empêcha pas par ailleurs le pape de condamner dans une des premières encycliques, Quod Apostolici muneris, publiée 28 décembre 1878, le socialisme, le communisme et le nihilisme, déclarés alors comme erreurs modernes. Si ces idées gagnent du terrain dans l'empire russe, l'encyclique reste générique et ne pose pas de lien explicite avec la Russie.
Au début de son pontificat, Léon XIII envoie une missive au ton conciliant au tsar Alexandre II de Russie, dans laquelle il rappelle à son bon souvenir l'existence de ses sujets de confession catholique (notamment Polonais et Allemands de Russie) qui souhaitent vivre en loyaux sujets de l'Empire. L'empereur répond tout aussi courtoisement, promettant que ses sujets catholiques disposeront des mêmes droits que les autres. Les relations entre Pie IX et la Russie ayant été exécrables à cause de la question polonaise et rompues depuis 1870, et dans un contexte d'attentats contre des souverains.

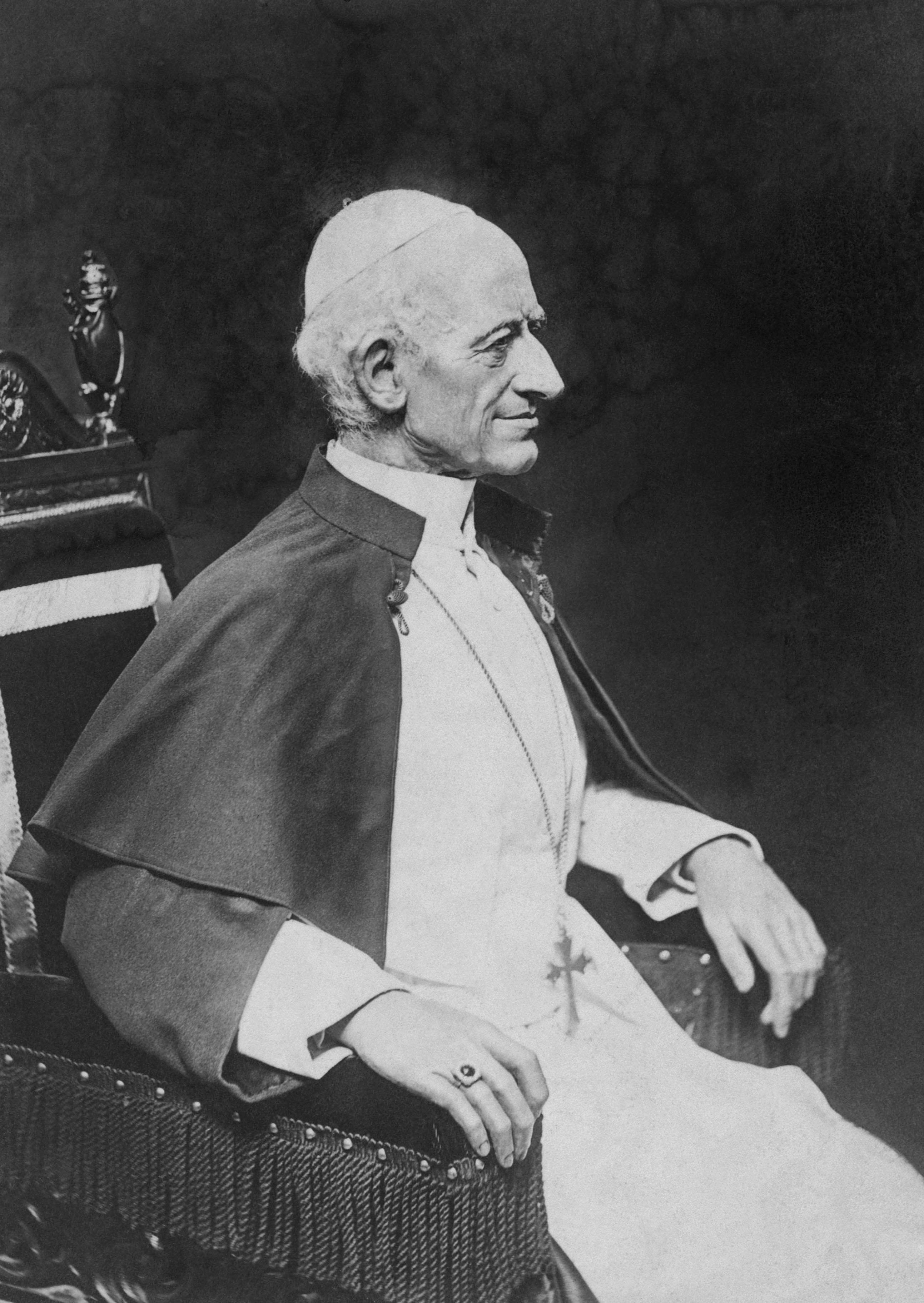
Léon XIII vers 1903.

À plusieurs reprises, Léon XIII fait lire des lettres en chaire, contre ces attentats. En réponse, des sièges épiscopaux reçoivent enfin l'approbation impériale et sont pourvus. Mais la question polonaise n'évolue guère : le Saint-Siège juge inacceptable l'usage du russe — langue administrative de l'Empire récemment imposée en Pologne — dans l'enseignement et le catéchisme. Plus encore, des Ruthènes en majorité uniates ont été obligés de se placer sous la juridiction canonique de l'Église orthodoxe.
Lorsqu'Alexandre II est assassiné, Léon XIII envoie, en 1881, au couronnement du nouveau tsar Alexandre III un prélat de haut rang pour le représenter. Alexandre III reconnaissant demande au pape d'exhorter les évêques de Pologne à ne pas apporter leur soutien aux mouvements patriotes polonais et à l'agitation politique.
Les relations s'améliorent encore lorsque Léon XIII use de son influence pour rapprocher la Russie de la France. En effet, le pape voit d'un mauvais œil la création de la Triplice, qui réunit une Italie gouvernée par un ministère de gauche anti-clérical et tenté par l'expérience voisine du Kulturkampf de Bismarck, un Empire austro-hongrois miné par les nationalismes et un nouvel Empire allemand qui a chassé les congrégations de son pays et promulgué des lois anti-catholiques. D'un autre côté, si le régime politique de la France est jugé insatisfaisant et instable, la Russie a besoin des capitaux français pour se développer et pour se défendre d'une Allemagne trop orgueilleuse à ses frontières, et tandis que la France souhaite sortir de son isolement diplomatique et contrecarrer la puissance de la Triplice.
Après la mort d'Alexandre III en 1894, la question des uniates et de la langue en Pologne est réglée. Un accord de 1896 permet la fondation de nouveaux diocèses catholiques dans tout l'Empire. Dans une dynamique de développement du catholicisme, le nouveau tsar Nicolas II facilite le financement de la gestion du grand séminaire catholique de Saint-Pétersbourg, des églises catholiques sont construites dans les grandes villes commerçantes de Russie, tandis qu'en Pologne les derniers sièges épiscopaux vacants sont pourvus.
La nonciature de Saint-Pétersbourg ne rouvre pas.

#### Relations du Saint-Siège avec le Royaume-Uni

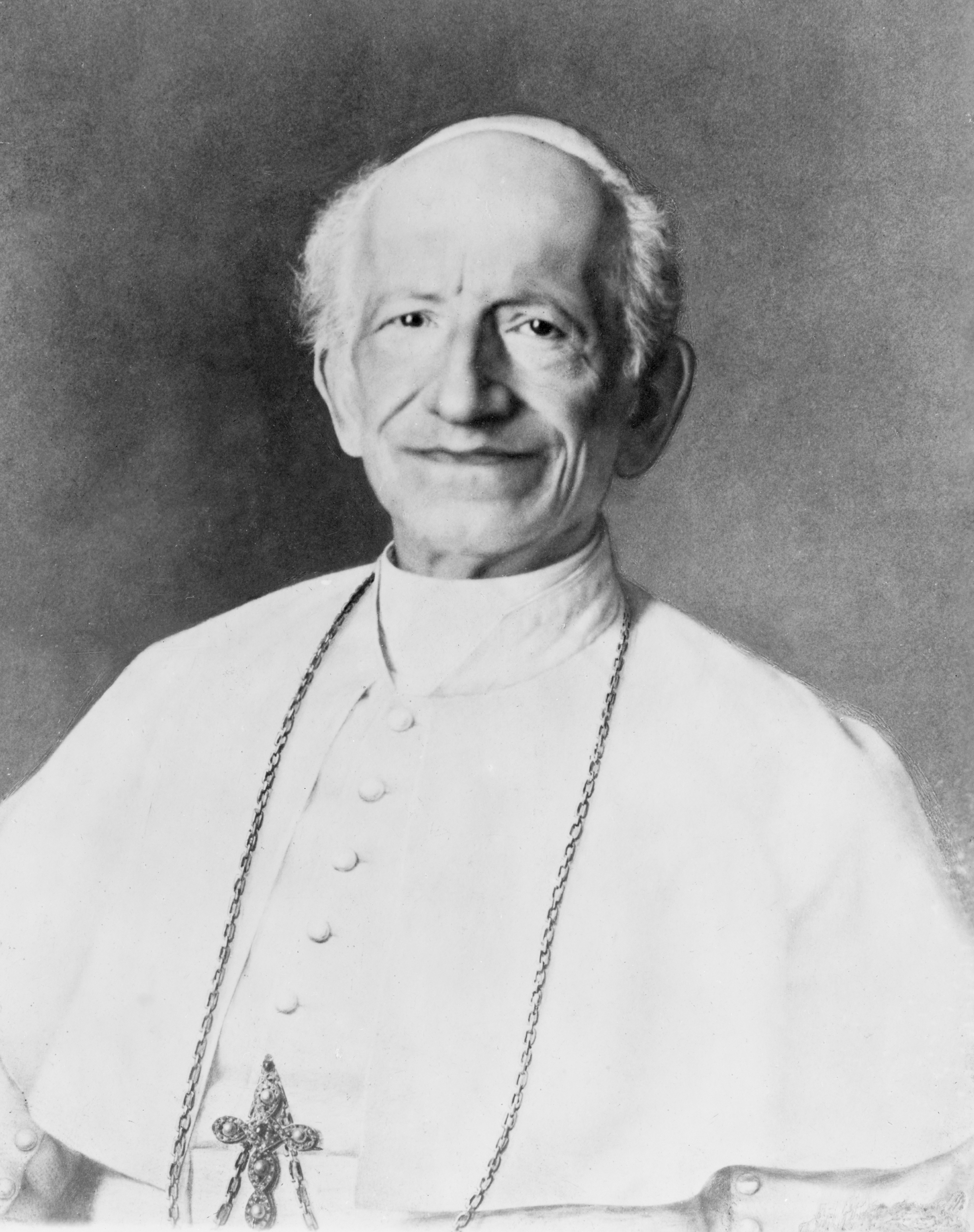
Léon XIII en 1898.

Depuis le milieu du XIXe siècle, le Royaume-Uni est traversé par un mouvement de conversion, dit le mouvement d'Oxford, autour de John Henry Newman.
Dans ce contexte, après avoir réuni un groupe d'experts autour du cardinal Camillo Mazzella, Léon XIII clarifie la position de l'Église vis-à-vis de l'anglicanisme par la lettre apostolique Apostolicae curae du 13 septembre 1896 et déclare nul le rite d'ordination sacerdotal anglican.
En juin 1902, le jeune évêque Merry del Val représente le pape au couronnement d’Édouard VII à Londres.

#### Relations avec l'Espagne
En 1885, à la demande du roi Alphonse XII d'Espagne, il élève la capitale du pays, Madrid, au rang d'évêché et crée le Diocèse de Madrid.

#### Relations du Saint-Siège avec l'Amérique du Nord
En 1899, par la lettre apostolique Testem benevolentiæ nostrae, il redresse certaines conceptions du catholicisme aux États-Unis - le libéralisme et le pluralisme religieux - en condamnant l'américanisme.
Au Canada, après l'envoi d'un premier visiteur apostolique à la fin du pontificat de Pie IX, Léon XIII en envoya un second (en 1883-1884), puis monseigneur Merry del Val (en 1897), et enfin y créa formellement une délégation apostolique le 3 août 1899.

#### Relations du Saint-Siège avec l'Asie
Léon XIII s'intéresse aux développements de l'Eglise catholique en Asie.
Inde - La lettre apostolique Humanae salutis datée du 1er septembre 1886 établit la hiérarchie catholique en Inde, alors sous domination anglaise. Quelques années plus tard, l'encyclique Ad Orientis extremas oras(24 juin 1893) poursuit l'œuvre d'évangélisation dans ce pays en mettant l'accent sur la fondation de séminaires pour la formation d’un clergé autochtone ainsi que sur l'extension de postes missionnaires dans les régions non-chrétiennes du pays.
À partir des années 1880, Léon XIII relance des missions pontificales en Extrême-Orient et y noue des relations diplomatiques.
Japon - Il rencontre Yamamoto Shinjiro qui est reçu en audience en tant que Japonais catholique. Il l'encourage à persévérer et répandre la foi catholique en son pays. Benoît XV continuera son œuvre dans ce sens.

## Autres faits

### Rencontre avec Thérèse de l'Enfant-Jésus

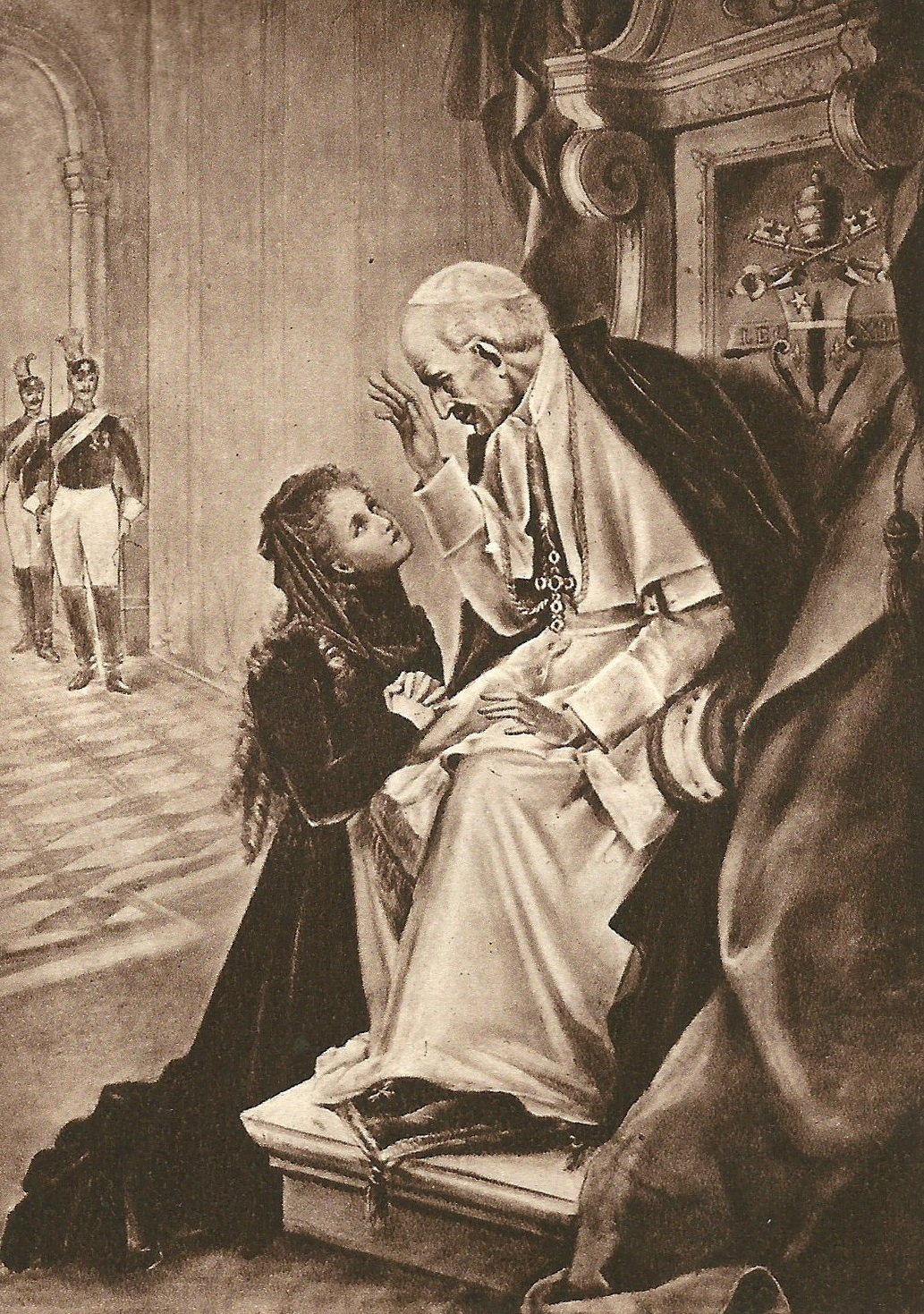
Illustration de la rencontre entre Léon XIII et la future sainte Thérèse de l'Enfant-Jésus.

En novembre 1887, Thérèse Martin, la future sainte Thérèse de Lisieux, est en pèlerinage à Rome avec le diocèse de Coutances. Le 20 novembre, le pape Léon XIII reçoit ce groupe en audience. Désobéissant au protocole, Thérèse Martin profite du moment où elle salue le Saint-Père pour lui demander, en l'honneur du jubilé de ses cinquante ans de sacerdoce, l'autorisation d'entrer au Carmel nonobstant son jeune âge : 15 ans. Le pape lui répond : « Mon enfant, faites ce que les supérieurs vous diront », puis il la bénit et en lui indiquant : « Allons, allons, vous entrerez si le Bon Dieu le veut. ». Si la réponse l'avait laissée déçue, la jeune fille entra au Carmel de Lisieux quelques mois plus tard.

### Création de l'ordre pontificalPro Ecclesia et Pontifice
Littéralement « Pour l’Église et pour le pape », la distinction Pro Ecclesia et Pontifice a été instituée par Léon XIII le 17 juillet 1888 à l'occasion de son jubilé sacerdotal (50 ans de prêtrise), et étendue en 1898 pour récompenser des services rendus à l'Eglise catholique. La décoration est en forme de croix grecque sur laquelle sont représentés Pierre et Paul, surmontés des armoiries pontificales. Le ruban est blanc et jaune, aux couleurs du Vatican. 

### Premier pape filmé
Léon XIII est le premier pape à avoir été filmé : en 1896, le cinéaste Vittorio Calcina, représentant des Frères Lumière en Italie, l'immortalise dans un évènement, probablement une messe, qui se déroule dans les jardins du Vatican.

## La fin du pontificat

### Dégradation de sa santé
Le 30 juin 1903, le pape, alors nonagénaire, rapporte de légers sentiments de dyspepsie. Léon XIII contracte initialement un rhume lors d'une sortie le 3 juillet, mais celui-ci dégénère en une pneumonie. Cette nuit-là, il perd connaissance. Lorsqu’un médecin est appelé au chevet du pape, il détermine que l'huile de ricin avec laquelle Léon XIII avait tenté de se soigner avait dérangé son estomac et aggravé son état. Les neveux du pape sont immédiatement informés de la maladie de leur oncle, tout comme les cardinaux Mariano Rampolla del Tindaro et Luigi Oreglia di Santo Stefano, en leur qualité respectives de secrétaire d'État et de camerlingue de la Sainte Église romaine. Le 4 juillet, le pape fait sa dernière confession au cardinal Serafino Vannutelli. Le jour-même, il perd l'appétit et souffre d'essoufflements. Le lendemain, le médecin déclare qu’une hépatisation affecte les lobes supérieur et moyen du poumon droit, tandis que Léon XIII souffre d'une faiblesse cardiaque considérable et de difficultés respiratoires malgré l'absence de fièvre ou de quintes de toux. Ce même jour, après avoir reçu les sacrements, le pape déclare : « Je suis maintenant près de ma propre fin. Je ne sais pas si tout ce que j'ai fait a été bon, mais j'ai certainement obéi à ma conscience et à notre foi ».
Le 6 juillet, on administre au pape une injection pour le soulager de la douleur qu'il ressent, alors qu'on rapporte que la pneumonie qu'il a contractée commence à se propager au poumon gauche. Le pape, qui avait un pouls imperceptible, a eu une nuit agitée et a dû recevoir de l'oxygène. Ce matin-là, il laisse entendre à ceux qui l’entourent qu'il préférerait que le cardinal Girolamo Maria Gotti lui succède lors du prochain conclave. Lorsque les médecins demandent au pape de se reposer, afin de ne pas aggraver davantage sa santé déclinante, Léon XIII a déclaré : « Si cela ne pouvait être utile, mais je ne crois pas que cela le serait. Le bref reste de ma vie doit être dévoué à Dieu et à l’Église, pas à mon pauvre confort ». Le pape perd connaissance mais se réveille pour recevoir les sacrements à 21 h, avant de vivre une nouvelle nuit agitée. Léon XIII ne dort que trois heures, mais une douleur intense le contraint à se réveiller immédiatement, le souverain pontife se plaignant de douleurs des deux côtés du thorax qui obligent les médecins à le déplacer afin de lui offrir un meilleur confort. Sa situation devient réellement critique dans l'après-midi, où il reçut les derniers sacrements, alors que ses médecins constataient une soudaine détérioration. Le 7 juillet, le pape, affaibli, demande qu'on ouvre les volets de sa fenêtre, déclarant : « Je souhaite revoir une fois de plus, peut-être pour la dernière fois, les rayons du soleil ». Dans les nuits suivantes, le pape souffre de plusieurs crises de toux, transpirant abondamment en raison de sa fièvre montante. La santé de Léon XIII s’améliore légèrement le 10 juillet, lorsqu’il reçoit des pèlerins hongrois. Cependant, épuisé, il s’effondre peu après cette ultime réunion.

### Mort et funérailles

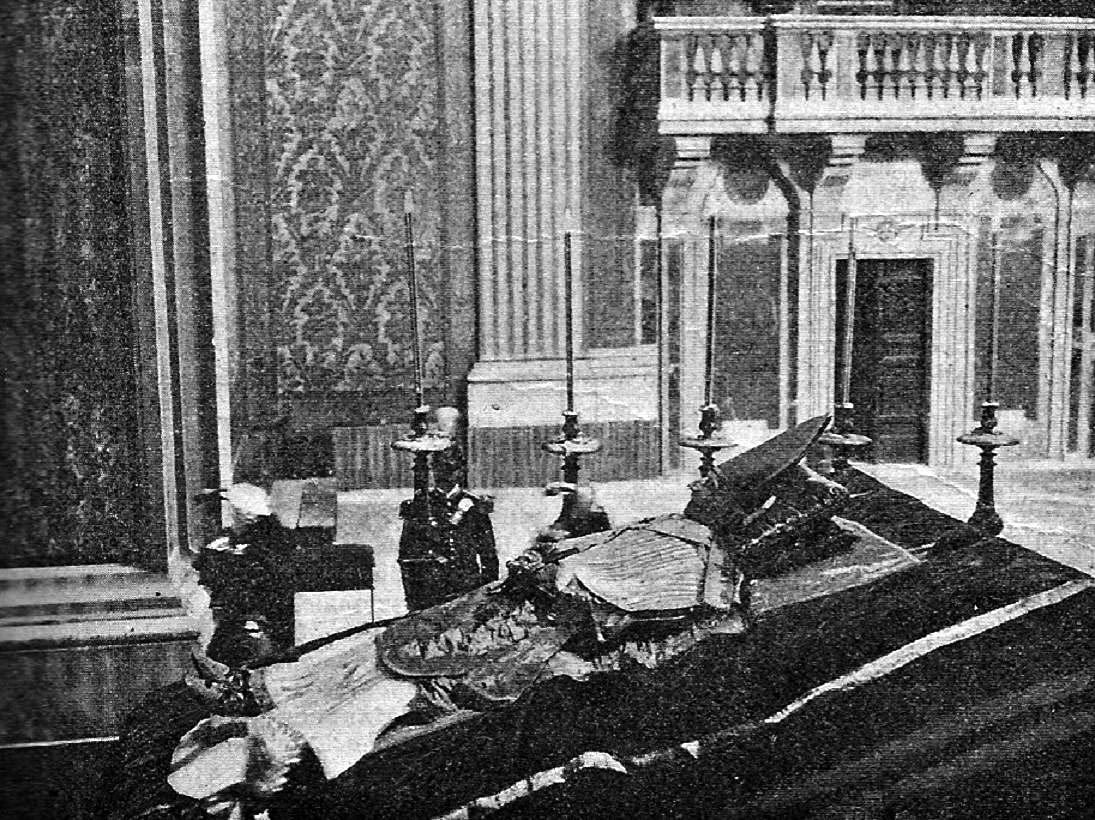
La dépouille embaumée du pape Léon XIII exposée dans la Basilique Saint-Pierre de Rome, lors de ses funérailles, le 25 juillet 1903.

Après plus de 25 ans de règne, Léon XIII meurt le 20 juillet 1903 à 15 h 50, dans sa chambre du palais du Vatican après s'être confessé une dernière fois, à l'âge de 93 ans. Les membres du Saint-Siège ont annoncé l'heure de sa mort à 16 h 04 lorsqu'elle fut formellement confirmée. Officiellement, le pape est mort d'une pneumonie, suivie d'une pleurésie hémorragique.
Lors des funérailles, le 25 juillet 1903, le corps du pontife est exposé dans la basilique Saint-Pierre de Rome, avant d'y être inhumé. En 1924, vingt et un ans après sa disparition, le cercueil est transféré dans la basilique Saint-Jean-de-Latran.

### Le conclave de 1903
Giuseppe Melchiorre Sarto sera élu pape en 1903, succédant à Léon XIII, et prenant le nom de Pie X.

## L'état d'esprit du pontificat
La question romaine a dépouillé le pape de son pouvoir temporel, réduit à la Cité du Vatican. Léon XIII inaugure donc un nouveau style de pontificat, et fait entrer l'Église dans le XXe siècle :
« Quand le cardinal Vincenzo Gioacchino Pecci est élu pape sous le nom de Léon XIII le 20 février 1878, la papauté se trouve dans une situation tout à fait inédite : elle n’est plus souveraine sur le plan temporel, elle ne dispose plus d’aucun support territorial. Le mérite de Léon XIII sera d’en tirer les conséquences et d’inventer une nouvelle façon d’exercer le ministère suprême dans l’Église ou, si l’on préfère, la façon d’ « être pape » dans le contexte d’une société moderne en voie de constante démocratisation et sécularisation. La papauté nouvelle qu’il incarne, détachée de toute préoccupation liée à des intérêts de nature temporelle et prenant progressivement conscience du rôle de l’opinion publique dans la vie politique des États démocratiques contemporains, se veut une papauté ouverte à l’universel, s’efforçant d’exercer une sorte de magistère moral sur le monde des nations. » Léon XIII n'en resta pas moins convaincu de la primauté devant être accordée à Dieu et ancrée dans l'Eglise catholique :« La conviction qu’exprimait Léon XIII, dans sa première encyclique Incrustabili Dei concilio (21 avril 1878), était que « tous les maux » de la société moderne avaient « leur principale cause dans le mépris et le rejet de cette sainte et très auguste autorité de l’Église qui gouverne le genre humain au nom de Dieu, et qui est la sauvegarde et l’appui de toute autorité légitime ». »

### Un pape«intellectuel»

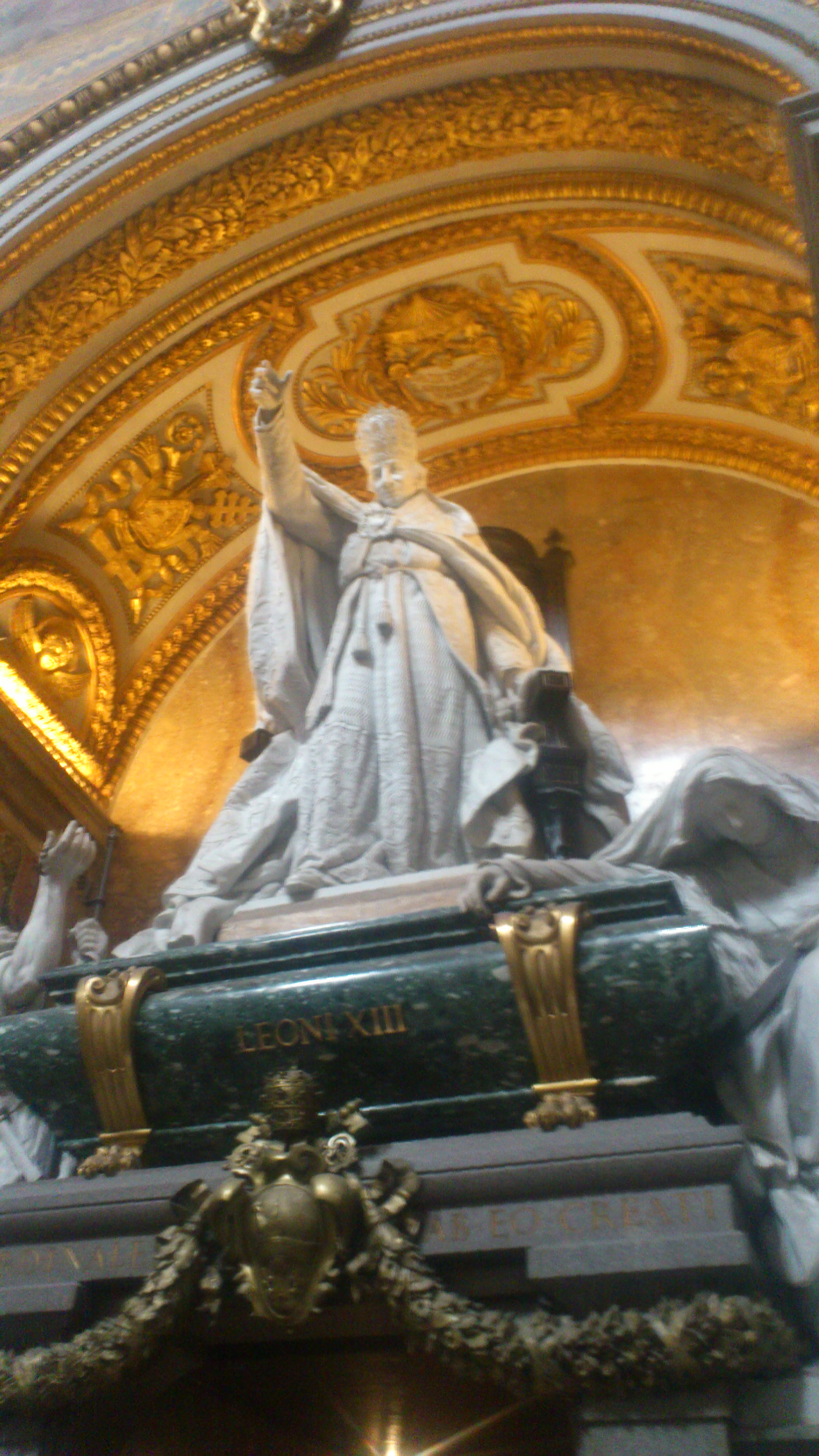
Le monument de Léon XIII dans la basilique Saint-Jean-de-Latran, Rome.

On a pu considérer que les encycliques du pape Léon XIII, au nombre de quatre-vingt-six, étaient savantes et que peu de gens les ont lues jusqu'au bout, mais elles ont eu une influence notable sur la participation des catholiques aux grands débats intellectuels et socio-politiques de leur époque. Il a renouvelé l'enseignement des séminaires et des universités pontificales, fait progresser les études bibliques et patristiques et ouvert les archives du Vatican.

### Son«libéralisme»
À la suite de son prédécesseur, s'il développe une nouvelle forme d'intransigeantisme, foncièrement anti-moderne, auquel il donne une forme plus conquérante, qui s'attaque au présent afin de « reprendre l'initiative » et proposer « un catholicisme de mouvement », c'est surtout la prudence qui caractérise son pontificat.
Au contraire du style plus lapidaire de Pie IX, illustré par exemple dans le Syllabus errorum, Léon XIII quant à lui développe son sens de la pédagogie dans ses encycliques, s'appuyant souvent sur ses prédécesseurs et ouvrant la voie à ses successeurs, sur des thèmes traditionnels comme sur des thèmes nouveaux.
Il poursuit inlassablement sa défense de la liberté de l'Église face aux nouveaux problèmes de la modernité : rupture entre le prolétariat et les classes aisées, mainmise du pouvoir politique sur l'enseignement dans différents pays d'Europe, laïcisation des consciences, et problème de la dissolution des congrégations en France (encyclique Nobilissima Gallorum Gens) et dans d'autres pays.

## Hommages
- Ses successeurs le citèrent régulièrement dans leurs écrits, notamment Pie XI, Pie XII, Paul VI et Jean-Paul II dans plusieurs de leurs encycliques.
- Une rose blanche du nom de « Léon XIII » lui est dédiée en 1890[66].
- En France, un collège de Chateauroux est nommé en son honneur[67].
- Fait rare s'agissant d'un pape, les armoiries de Léon XIII et sa devise, Lumen in Cœlo, figurent au frontispice de l'église de Rennes-le-Château. Elles subissent toutefois une modification, la comète y étant représentée dans le sens inversé (c'est-à-dire se levant à l'Occident et tournée vers la droite) par rapport aux armoiries du pape.
- Dans l'église de Saint-Gengoux-de-Scissé, une peinture du cul-de-four de l'abside représente ses armoiries.
- Une rue de Bruxelles porte le nom de « Léon XIII »[68].
- Une place de la ville de Luxembourg porte le nom de « Léon XIII »[69].
- Son nom est repris par le premier pape américain de l'histoire, Léon XIV.

## Succession apostolique
Léon XIII a ordonné les évêques suivants :
- Antonio Briganti[70] (1871) ;
- Carmelo Pascucci[71] (1871) ;
- Carlo Laurenzi[72] (1877) ;
- Edoardo Borromeo[73] (1878) ;
- Francesco Latoni[74] (1879) ;
- Jean-Baptiste-François Pitra[75], O.S.B. (1879) ;
- Bartholomew Woodlock (en)[76] (1879) ;
- Agostino Bausa[77], O.P. (1889) ;
- Giuseppe Antonio Ermenegildo Prisco[78] (1898).

#### Bases de données et dictionnaires
- Ressources relatives à la musique :   - Discography of American Historical Recordings
  - Discogs
  - MusicBrainz
  - Répertoire international des sources musicales
- Ressources relatives à la religion :   - Catholic Hierarchy
  - Cardinals of the Holy Roman Church
  - Dictionnaire de spiritualité
- Ressources relatives aux beaux-arts :   - British Museum
  - National Portrait Gallery
  - Union List of Artist Names
- Ressources relatives à plusieurs domaines :   - ODIS
  - Répertoire du patrimoine culturel du Québec
- Ressource relative à la vie publique :   - Documents diplomatiques suisses 1848-1975
- Ressource relative à la recherche :   - Persée
- Ressource relative à l'audiovisuel :   - IMDb
- Notices dans des dictionnaires ou encyclopédies généralistes :   - Biografisch Portaal van Nederland
  - Britannica
  - Brockhaus
  - Den Store Danske Encyklopædi
  - Deutsche Biographie
  - Dizionario biografico degli italiani
  - Dizionario di Storia
  - E-archiv.li
  - Enciclopedia italiana
  - Enciclopedia De Agostini
  - Encyclopédie de l'Ukraine moderne
  - Gran Enciclopèdia Catalana
  - Hrvatska Enciklopedija
  - Internetowa encyklopedia PWN
  - Larousse
  - Proleksis enciklopedija
  - Store norske leksikon
  - Treccani
  - Universalis
  - Visuotinė lietuvių enciklopedija
- Notices d'autorité :   - VIAF
  - ISNI
  - BnF (données)
  - IdRef
  - LCCN
  - GND
  - Italie
  - Japon
  - CiNii
  - Espagne
  - Belgique
  - Pays-Bas
  - Pologne
  - Israël
  - NUKAT
  - Catalogne
  - Suède
  - Vatican